# 騰訊會議
腾讯会议是腾讯云旗下的一款音视频会议软件。包含Mac版、Windows版、Android版和IOS版。腾讯会议中国版于2019年12月上线，国际版2020年3月已上线超过100个国家和地区。

## 历史
2019年12月底，腾讯会议推出。
2020年1月24日起，腾讯会议面向用户免费开放300人的会议协同能力，直至疫情结束。此外，为助力全球各地抗疫，腾讯会议还紧急研发并上线了国际版应用。